# Chapeau (presse écrite)
Pour les articles homonymes, voir Chapeau (homonymie) et Chapo.
 (février 2016).
Si vous disposez d'ouvrages ou d'articles de référence ou si vous connaissez des sites web de qualité traitant du thème abordé ici, merci de compléter l'article en donnant les références utiles à sa vérifiabilité et en les liant à la section « Notes et références ».

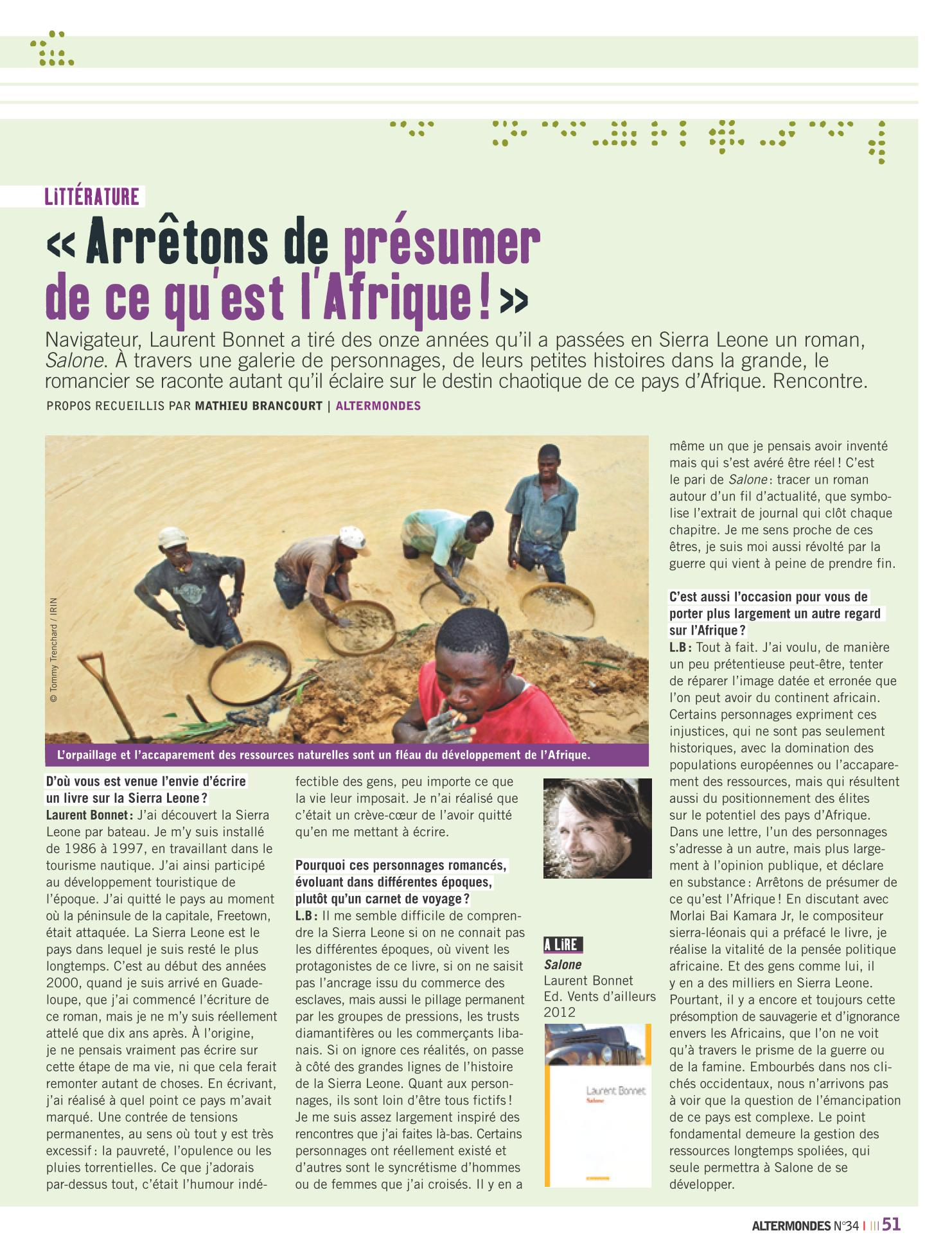
Le chapeau est visible sous le titre de l'article. Contrairement à l'article lui-même, il n'est pas mis en colonnes.

Le chapeau (souvent écrit chapô dans le milieu de la presse) est un texte généralement court, présenté en plus gros et/ou en caractères gras, précédant le corps d'un article de presse et dont le but est d'en encourager la lecture, par exemple en résumant le message.
Placé communément au-dessus du corps de l'article, sa justification (largeur) « coiffe » généralement les différentes colonnes du contenu de l'article (d'où le terme « chapeau »). Pour les journalistes, le chapeau constitue, avec la titraille et une éventuelle illustration, les éléments essentiels de l'accroche, censée donner envie de lire l'article.

## Objectifs et caractéristiques du chapeau
En presse écrite, une accroche bien constituée donne au lecteur une information immédiate quant au contenu de l'article (ou du communiqué de presse). Elle est déterminante dans le choix du lecteur d'aborder ou non une lecture approfondie de l'article. Si le sujet de l'article le permet et que le lignage est suffisamment important, l'article est précédé d'un chapeau qui vise dans l'idéal à répondre aux cinq questions : « Quoi ? Qui ? Où ? Quand ? Comment ? » auxquelles peut être parfois ajoutée « Pourquoi ? » (voir la méthode QQOQCCP).
Dans un journal quotidien, où la typographie est la plus sobre possible, le chapeau est généralement donné en gras. Les autres périodiques peuvent adopter une plus grande fantaisie, notamment avec l'utilisation de fontes différentes, d'une lettrine, le jeu avec les diverses règles typographiques, voire en insérant un élément graphique ou une photo détourée (image dont on dégage tout ce qui peut distraire l'œil du sujet que l'on veut souligner, ou pour laquelle une forme arrondie est choisie), ou encore une photo dont les bords se fondent plus ou moins avec le texte. Les éditions en ligne répondent globalement aux mêmes impératifs typographiques et recourent également au chapeau.
Le chapeau peut être sonore : en radio et en télévision, les sujets importants ou ceux que la rédaction veut particulièrement souligner pour diverses raisons éditoriales sont « lancés » par une accroche, dont la forme est différente en apparence, mais dont le but et le principe sont les mêmes.

## Supervision et finalisation du chapeau
Le travail de rédaction du chapeau et de la titraille est soigneusement revu lors du bouclage par les journalistes, le secrétaire de rédaction, le rédacteur en chef et parfois d'autres intervenants de la rédaction du journal,,,,. Dans un quotidien, les pages les plus soignées sont la « une » et la « dernière », car ce sont celles que le lecteur regarde en premier. Mais chaque double-page intérieure (internationale, nationale, locale, spécialisée, page(s) des obsèques, locales, magazine, météo, courrier des lecteurs, etc.) est étudiée en fonction de ses spécificités, car le lecteur de la page économique n'a pas la même attente que celui qui cherche d'abord le contenu de la page d'informations locales, etc. La maquette est tout aussi déterminante, notamment le volume et l'emplacement des encarts publicitaires définis par les commerciaux de la régie publicitaire liée à la publication.
En ce qui concerne la presse en ligne, Arrêt sur Images indique que « les responsables des sites n’hésitent pas re-titrer ou à ré-écrire le chapeau à intervalles réguliers, même pour une simple dépêche que l’on retrouve à l’identique sur d’autres sites ». Cela permet de faire mieux référencer l'article par le moteur de recherche Google : « Google considère en effet que ces changements, pourtant mineurs, sont synonymes de mise à jour du papier et donc de pertinence ». Le rédacteur en chef vérifie la présence de ses articles dans Google News tout au long de la journée, fait des réactualisations des articles et prévient les journalistes web en cas de problème.